# Targeta telefònica

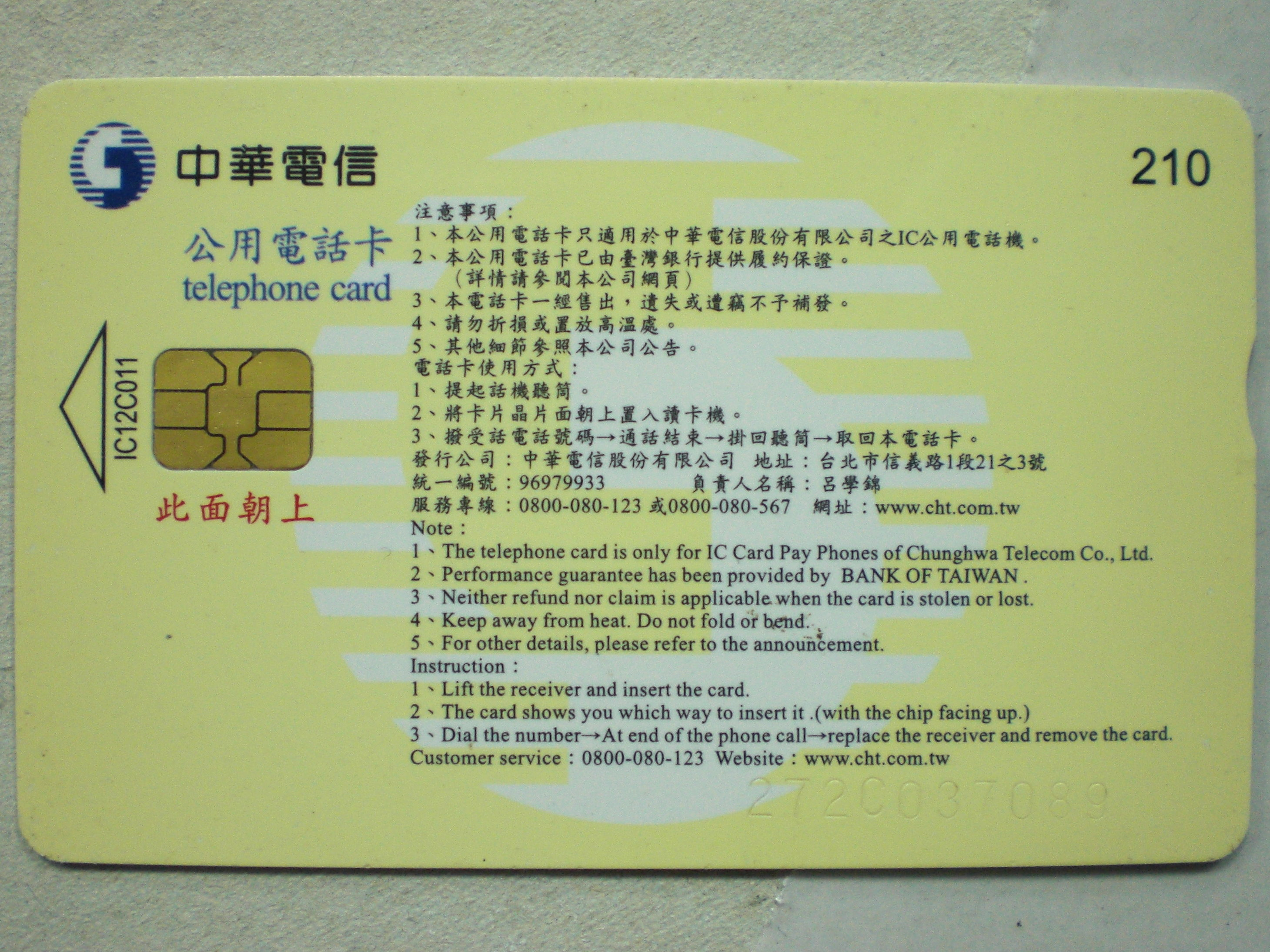
Targeta telefònica de Taiwan

Una  targeta telefònica  és una petita targeta, normalment semblant a una targeta de crèdit, usada per pagar en les cabines telefòniques o com a sistema prepagament de trucades. Aquestes targetes es poden emprar en qualsevol sistema de crèdit prepagament o sistema de targeta de crèdit. Hi ha un altre tipus de targetes compost per una targeta amb un PIN especial imprès en ella que permet carregar trucades a un compte telefònic.

## Descripció
El sistema exacte de pagament i la manera en què cada targeta és utilitzada per a trucar dependrà sobretot del sistema de telecomunicació. Si es tracta d'una targeta per ser utilitzada en un telèfon públic, el més comú és introduir-la a la ranura del mateix per a aquesta finalitat. Si es tracta de targetes prepagament de trucades, la targeta no serà més que un suport on estaran impreses les instruccions d'ús, el número d'accés (número de telèfon que cal marcar per introduir al sistema de la targeta) i el PIN (codi únic que idenfitica a la targeta). El tipus més comú de targetes telefòniques implica un crèdit prepagament a cada targeta, aquesta es compra amb un saldo específic, el qual es va reduint amb cada trucada. Aquestes targetes són d'un sol ús, quan el saldo està esgotat simplement compres una targeta nova encara que, a vegades, les targetes comprades es poden recarregar.

## Emmagatzematge de valors
El magatzem de valors es diu així perquè en ell es guarda el saldo disponible, el qual és llegit a la cabina telefònica quan s'insereix la targeta en el lector. Aquest procediment és semblant a un caixer automàtic d'un banc. Trobem diverses maneres mitjançant les quals el valor pot ser codificat en la targeta.
El primer sistema va usar una banda magnètica com a portador d'informació, semblant a la tecnologia dels caixers i les targetes identificadores. Va ser fet públic el 1976 a Itàlia, fabricada per l'empresa SIDA.
La següent tecnologia utilitzada va ser emmagatzematge òptic. Les targetes telefòniques òptiques obtenen el seu nom per les marques visibles deixades a la targeta, com forats o línies, amb el propòsit que el lector de targetes busqui aquestes marques i determini el saldo de la targeta.
Les targetes òptiques, fabricades per Landis+Gyr i Anritsu, van ser les primeres a fer-se populars a molts països. Aquesta tecnologia era molt simple i fàcil de piratejar, per tant, per raons de seguretat entre d'altres, les targetes òptiques han anat desapareixent progressivament a tot el món. Aquest tipus de targetes telefòniques encara romanen en ús en diversos països, potser més notablement al Japó.
El tercer sistema d'emmagatzematge de valors són les targetes xip, les primeres van ser llançades a gran escala a França el 1986 per France Telecom. Molts altres països van fer el mateix, inclòs Irlanda el 1990, UK al voltant de 1994-1995 i Espanya el 1989, que han fet desaparèixer progressivament les velles targetes verdes "Landis+Gyr" donant pas a aquestes elegants i acolorides targetes.
El microxip inicial era fàcil de piratejar, normalment aillant el connector del xip a la targeta, acció que feia impossible descomptar el cost de la trucada tot i fent ús de la targeta. Però a mitjans de 1990, una tecnologia altament segura va ajudar la proliferació d'aquestes targetes de xip mundialment.

## Memòria d'accés remot

### Compte telefònic simbolitzat per una targeta
La segona principal tecnologia de les targetes telefòniques és la memòria remota, la qual fa servir una tarifa o un número d'accés telefònic gratuït per buscar a la base de dades i comprovar el saldo de la targeta. Com en els Estats Units no hi ha un únic servei telefònic nacionalitzat (o el mateix per a la major part de l'estat) i amb l'alliberament dels principals, no hi havia cap incentiu per a ser constant amb la resta del món. La facilitat d'ús de lliscar una targeta en una màquina com els caixers automàtics es veu contrarestat amb la por de vandalisme cap a ells.
La primera cabina amb targetes de memòria d'accés remot va ser distribuïda als Estats Units el desembre de 1980 per Phone Line. Com que les indústries de telecomunicació en el món sencer es van fer regulars, les targetes de memòria d'accés van ser distribuïdes en diversos països. Aquestes targetes van ser usades per telèfons de tons que no requerien un lector especial de targetes. Ja que targetes de memòria remotes són més accessibles i tenen un cost inferior, han anat estenent-se. No obstant això, la utilitat d'aquestes targetes s'ha reduït a causa del llarg nombre de dígits que era necessari introduir per a ser usada. Per a una crida a llarga distància, l'usuari primer marcava el número d'accés local, després la clau secreta (PIN) seguit pel nombre de llarga distància. Basat en el nombre introduït, el temps de permanència era anunciat, i l'anomenada finalment processada.
Les targetes telefòniques de memòria remota estan essencialment en text, requereixen un número d'accés, un únic PIN i instruccions. Per tant, les instruccions poden ser impreses o consultades via e-mail o internet. Actualment moltes pàgines web venen targetes telefòniques a través d'e-mail.
Les targetes telefòniques o les targetes de trucades estan disponibles en molts països en petites botigues i en grans superfícies.
Generalment, les targetes telefòniques d'accés de memòria remot són distribuïdes per moltes companyies d'incomptables varietats, orientades a trucar a certs països o regions i tenen característiques com ara: són recarregables, no necessiten PIN, velocitat de marcatge i més. Les targetes telefòniques poden tenir taxes de connexió, impostos i taxes de manteniment, tot incrementat en les tarifes.

### Comptes que no requereixen targeta
Els proveïdors de targetes telefòniques han donat un pas endavant reduint costos i incrementant la conveniència d'introduir comptes de trucades. Aquests comptes de trucades redueixen la necessitat d'imprimir una targeta física, ja que estan disponibles només de manera electrònica.
Els comptes de trucades poden ser comprades per Internet utilitzant targetes de crèdit i són enviades instantàniament al client via e-mail. Aquest mail conté el PIN i les instruccions per utilitzar aquest servei. Hi ha nombrosos proveïdors d'aquest tipus de serveis, que ofereixen a part marcació pinless, registre de trucades en línia i una enorme varietat d'avantatges.

## Targeta de telèfon com un objecte col·leccionable
Les companyies de telecomunicacions han aprofitat targetes de telèfon per posar publicitat sobre elles, així com fotografies de famosos, imatges, o fotografies atractives per incrementar la venda d'aquestes targetes entre els consumidors. Aquesta pràctica, combinada amb la facilitat de compra, anima el consumidor a adquirir diverses targetes, conduint a molta gent a començar a col·leccionar targetes telefòniques com hobby. Això es denomina “Telecartofilia”.
Les targetes telefòniques han estat col·leccionades per tot el món des de mitjans de 1970 i arribant al seu punt màxim a mitjans de 1990, on hi havia uns 2 milions de col·leccionistes. Hi ha moltes pàgines web sobre aquest hobby on els col·leccionistes poden trobar milers de models diferents en tot el món, cadascú amb una història personal diferent.
El més gran catàleg de targetes de telèfon col·leccionables està fet per col·leccionistes en el lloc Colnect.
El hobby està actualment en disminució (en alguns països) pel fet que moltes companyies telefòniques les han deixat de subministrar.